# Teodorico di Freiberg
Teodorico di Freiberg (Vriberg, 1250 circa – 1310 circa) è stato un filosofo, teologo, fisico e accademico tedesco.

## Biografia
Le notizie sulla sua vita non sono molte. Nasce in Sassonia, probabilmente a Vriberg, si conosce una parte del suo percorso accademico, improntato sulla dottrina domenicana e neoplatonica studia infatti a Parigi negli anni dal 1275 al 1277, e si dedica all'insegnamento di teologia a Saint–Jacques dal 1293 al 1296. La sua morte risale al 1310 circa.

### Pensiero ontologico
È stato uno scrittore prolifico: scrive infatti in ambito filosofico di logica, di metafisica, di teologia e di psicologia; una delle sue prime opere datate probabilmente intorno al 1284 è il De origine rerum praedicamentalium. In quest'opera Teodorico cerca di indagare la questione della struttura ontologica, vista come la base della fondazione della filosofia stessa. Per il filosofo domenicano è necessario infatti ricercare il nesso e il senso del rapporto che lega l'intelletto che definisce e l'ordine delle cose che sono conosciute. La sua idea di base è infatti che per garantire la possibilità stessa della conoscenza, si deve necessariamente verificare una delle seguenti condizioni: o il pensiero umano è definito dalle cose e dalla loro natura, oppure queste ultime sono determinate dal punto di vista essenziale dall'intelletto.
Nella quinta sezione del De origine Teodorico arriva a sostenere la seconda ipotesi, anche se limitatamente ad alcuni enti rispetto ai quali ha funzione di principio causale: l'oggetto dell'intelletto non è la cosa individuale in quanto tale, ma la quiddità, espressa dalla definizione e «causata» dall'intelletto secondo la ragione formale.
La quiddità è da ritenersi distinta rispetto al phantasma, universale immaginativo, prodotto dalla facoltà dell'immaginazione per determinare universali facilmente riscontrabili nella realtà quotidiana. La ragione quidditativa della cosa ne è invece la definizione, che l'intelletto obiettiva in modo spontaneo. L'intelletto umano fornisce dunque le strutture quidditative per la definizione razionale del mondo: è possibile quindi affermare che è proprio l'intelletto che costruisce il mondo e che ne garantisce la conoscenza razionale e logicamente rigorosa. In tale modo, sotto il rispetto quidditativo, l'ontologia, la scienza dell'essere, sembra coincidere con la gnoseologia, la scienza del conoscere: potremmo cioè dire che essere è uguale a essere conosciuto. Per questo motivo de Libera afferma che Teodorico è il padre della «metafisica dello Spirito».
Il De substantiis spiritualibus di Teodorico precorse l'Origine delle realtà predicamentali di Kant nell'affermare che l'ordine dell'universo contempla anche delle realtà apicali volitive (res primae intentionis) formate dal solo intelletto, (ad esempio le intelligenze angeliche di cui parlava Kant ,invisibili e incorporee). L'opera teorizzò che la conoscenza umana sia capace di dimostrare necessariamente la possiiblità dell'esistenza delle Intelligenze -più volte indicate con un dubitativo si quae sint-, escludendo nello stesso tempo che l'esperienza umana possa «dimostrare la realtà oggettiva»della loro cosa-in-sé o essere-per-sé.

La dimostrazione necessaria della loro possibile esistenza è di tipo aprioristico, vale a dire empirica e trascendentale, fondata sugli effetti sensibili prodotti dalle Intelligenze.
Il filosofo sistematico prosegue a presentare la propria teoria della conoscenza rielaborata in un tentativo di sintesi e inquadramento degli opposti elementi dell'aristotelismo e dell'averroismo.

### Pensiero gnoseologico
Nella gnoseologia delineata da Teodorico i due modi fondamentali per conoscere una res sono:
- la conoscenza interiore che «apprende una cosa quanto a ciò che dipende dalla sua sostanza» o altrimenti detto «nell'intimo della sua sostanza», in quelle che Aristotele chiamava "le parti prima del tutto" (partes ante totum), ad esempio nel definire staticamente l'uomo come animale razionale;
- la conoscenza esteriore che «afferra la sostanza in quanto essa stessa è vòlta verso l'esterno», nel suo sguardo cosciente e fermo ovvero nel suo tendere ad un fine ultimo, connaturale o meno. In questa conoscenza la ssotanza è avvolta dai suoi accidenti e dalle immagini, sebbene nel modello di Avicenna la forza immaginativa assorbe quella cogitativa che separa la cosa-ins-se dal suo idolo.

Il fenomeno della conoscenza viene ordinato secondo quattro forme risultanti dall'intersezione logica del conoscente (ex parte concepientis) e della cosa conosciuta (ex parte concepti). Entrambe possono essere sia di tipo sensibile che intelligibile.

Il soggetto della conoscenza è chiamato col termine latino medium.
Ai due estremi della tassonomia si collocano una conoscenza "da corpo a corpo", nella quale il conoscente sperimenta la corporeità sensibile per conoscere un altro corpo sensibile; all'opposto, abbiamo un modo nel quale il medium attiva e si identifica con la propria parte spirituale (vis imaginativa o cogitativa) per conoscere un oggetto che possiede un certo gradiente di qualità spirituale (con una eventuale componente sensibile).

Le rimanenti due forme intermedie sono:
- l'intelletto del medium che "scava" nella cosa sensibile e ne astrae i principi intrinseci suoi propri;
- la conoscenza che muove dall'intellibile-spirituale della realtà percepita al sensibile del medium mediante un «principio di tali principî» (o coscienza soggettiva dell'autocoscienza dell'oggetto[senza fonte]) che può essere un «intelletto acquisito (intellectus adeptus) grazie ad un'unione formale con l'uomo». In alternativa, il medium può pervenire a tale tipo di conoscenza in completa autonomia (secundum se), vale a dire  «tramite ciò che appartiene alla sostanza dell'intelletto agente in se stesso» senza apporti da parte dell'oggetto né interazioni fra l'intelletto del medium e quest'ultimo.

Tale partizione degli esseri concezionali traspone sul piano della conoscenza la quadruplice divisione dell'universo degli esseri ideata da Proclo.

### La visione beatifica e l'abditum mentis
Nell'opera De visione beatifica, Teodorico caratterizza l'intelletto agente come mistico: non ammette cioè mediazione estrinseca con il proprio fondamento divino. Anzi con maggior forza il domenicano afferma vigorosamente la perfetta coincidenza dell'intelletto agente, principio intrinseco di vita e principio causale dell'anima con il principio divino. Il vero atto dell'intellezione è opera dell'intelletto agente e va al di là della facoltà immaginativa dell'uomo, che, come si è visto non procede oltre le intenzioni universali di senso ed uso comune. Ci troviamo dunque di fronte ad una conoscenza che è esclusivamente intuitiva e spontanea: non astrattiva o discorsiva. La dottrina dell'intelletto agente, che coincide in ultima istanza con l’abditum mentis di Agostino, il ricettacolo di tutte le verità eterne è quindi legata alla dottrina dell'illuminazione del vescovo di Ippona ed ha il proprio naturale compimento nella dottrina della visione beatifica: la coincidenza dell'intelletto agente con il suo principio divino garantisce una beatitudine che si esplica nell'unione con Dio nell'ambito della contemplazione beatifica per essentiam; anzi Teodorico arriva addirittura ad affermare che l'intellectus in actu per essentiam è l'esplicazione creativa e spontanea della totalità, la stessa che è già racchiusa negli intelletti in atto. Spostando quindi il problema della possibilità della conoscenza razionale universale a quello sommamente teologico della beatitudine nell'aldilà, Teodorico riesce ad investire l'uomo di una nuova dignità e a spingere alle estreme conseguenze filosofiche il tema dell'unione intellettuale dell'uomo con Dio.
In questo modo spiega la creazione dell'uomo ad immagine di Dio, dando un nuovo fondamento speculativo delle possibilità insite nella dottrina dell'imago Dei, «protagonista» delle riflessioni dei Cisterciensi. Si può parlare di una vera e propria scoperta della divinità e nobiltà dell'intelletto umano, imago dell'intelletto divino. Sotto questo particolare aspetto la riflessione del magister domenicano può essere accostata a quella di un suo illustre contemporaneo: Meister Eckhart, che indica nell'uomo nobile, vero nuovo fondamento antropologico dell'umanità, l'uomo del distacco, colui che si è appunto liberato da tutte le cose create e dai loro fantasmi, approdando in tal modo nella regione dell'intelletto eterno.

### Pensiero scientifico
Teodorico, oltre che teologo, è stato anche attratto dalla matematica e dalla fisica, la scienza dell'osservazione naturale. Studia la Natura, quindi e cerca di trarne delle leggi universalmente valide, riguardo a particolari fenomeni quali quello dell'arcobaleno, ad esempio (De Iride et de radialibus impressionibus), creando interesse per Roberto Grossatesta, Ruggero Bacone e Witelo.
Il domenicano tedesco riuscì effettivamente a spiegare che l'arcobaleno è il risultato della rifrazione della luce nel suo spettro di colori.

## Pubblicazioni

### Opere di logica
- De origine praedicamentalium
- De quidditate entium
- De natura contrariorum
- De magis set minus

### Opere di fisica
- De tempore
- De elementis
- De luce
- De coloribus
- De iride
- De miscibilibus in mixto
- De intelligentiis et motoribus coelorum
- De corporibus coelestibus

### Opere di psicologia e gnoseologia
- De intellectu et intelligibili
- De habitibus

### Opere di metafisica
- De esse et essentia
- De accidentibus
- De mensuris durationis rerum
- Quod substantia spiritualis non sit composita ex materia et forma
- De animatione coeli

### Opere di teologia
- Quaestio utrum in Deo sit aliqua vis superior intellectu
- De cognizione entium separatorum
- De subiecto theologiae
- Quaestiones de theologia all'interno di Quaestiones de philosophia

## Fonti
- A. de Libera, Introduzione alla mistica renana, traduzione di Aldo Granata, Jaca Book, Milano, 1998
- L. Sturlese, Storia della filosofia tedesca nel Medioevo, L.S. Olschki, Firenze, 1996, pp. 181-275
- Teodorico di Freiberg, L'origine delle realtà predicamentali, traduzione a cura di Andrea Colli, Milano, Bompiani, 2010
- Andrea Colli, Tracce agostiniane nell'opera di Teodorico di Freiberg, Editore Marietti, 2010